# Sgùrr na Banachdich
A Sgùrr na Banachdich (kiejtése: IPA: [s̪kuːᵲ nə ˈpanəxtʲɪç]) a skóciai Skye szigetén található Cuillin negyedik legmagasabb tagja. A hegység a Brit-szigetek technikailag legnehezebb terepe, de a Banachdich a Skye-on található tizenkét híres csúcs közül az egyik legkönnyebben megmászható. Az optimális túra hossza a csúcsig és vissza mindössze 8 kilométer, de legalább 5-7 órát vesz igénybe a terep kihívásai miatt.

## Általános információk
Gael nevének jelentésére többféle magyarázat létezik. Ha a banachdaich szóból indulunk ki, akkor himlő csúcsnak fordíthatjuk, de sokkal valószínűbb, hogy a banarach szóból nevezték el, ami tejesasszonyt jelent, ez még abból az időszakból származik, amikor a teheneket a hegy oldalában lévő völgyekben legeltették. 965 méteres tengerszint feletti magasságon helyezkedik el, mintegy 114 méteres topográfiai kiemelkedéssel. Első hivatalos meghódítója Alexander Nicolson volt 1873-ban, akiről a sziget legmagasabb csúcsát (Sgùrr Alasdair) is elnevezték, és aki a szigeten található turizmust és hegymászást támogatta.
A hegy a Fekete-Cuillin főgerincének közepén ül, a csúcstól déli irányban terül el a banachdichvölgyi-átjáró (Bealach Coire na Banachdich), amely egyike a Fekete-Cuillinon átvezető hágóknak. A Sgùrr na Banachdich a Bruach na Frithével együtt a legkönnyebben megmászható munro a szigeten. Megközelíteni nem a Banachdich-völgyön (Coire na Banachdich), hanem az attól északra elterülő Ghreadaidh-völgyön (Coire a’ Ghreadaidh) vagy az Eich-völgyön (Coir’ an Eich) keresztül érdemes. A csúcs abban a kanyarulatban helyezkedik el, ahol a főgerinc délkeleti irányból délnyugatiba fordul, és mivel éppen a gerinc középső részén van, mindkét irányban kitűnő rálátás nyílik az összes többi csúcsra.

## A túra leírása
A túra kiindulópontja a Glenbrittle Youth Hostel, ahonnan az ösvény a ghreadaidhvölgyi-patak (Allt Coire a’ Ghreadaidh) majd az eichvölgyi-patak (Allt Coir’ an Eich) vonalát követi egészen az Eich-völgyig (Coir’ an Eich, „a lovak völgye”). Jobb oldalon a Sgùrr nan Gobhar („kecskék csúcsa”) jobban elnyúlik nyugati irányban, de könnyű észrevenni balra az An Diollaid („a nyereg”) gerincét is. Az ösvény is erre halad, és a füves területet hamarosan felváltja a sziklás-köves omladék.
A legtöbben északra, a 714 méteren tetőző An Diollaid irányába tartanak, de nem szükséges átvágni a gerincén, mert annak oldalában felfelé haladva mindenképpen a Sgùrr na Banachdich nyugati lejtőihez jutunk.

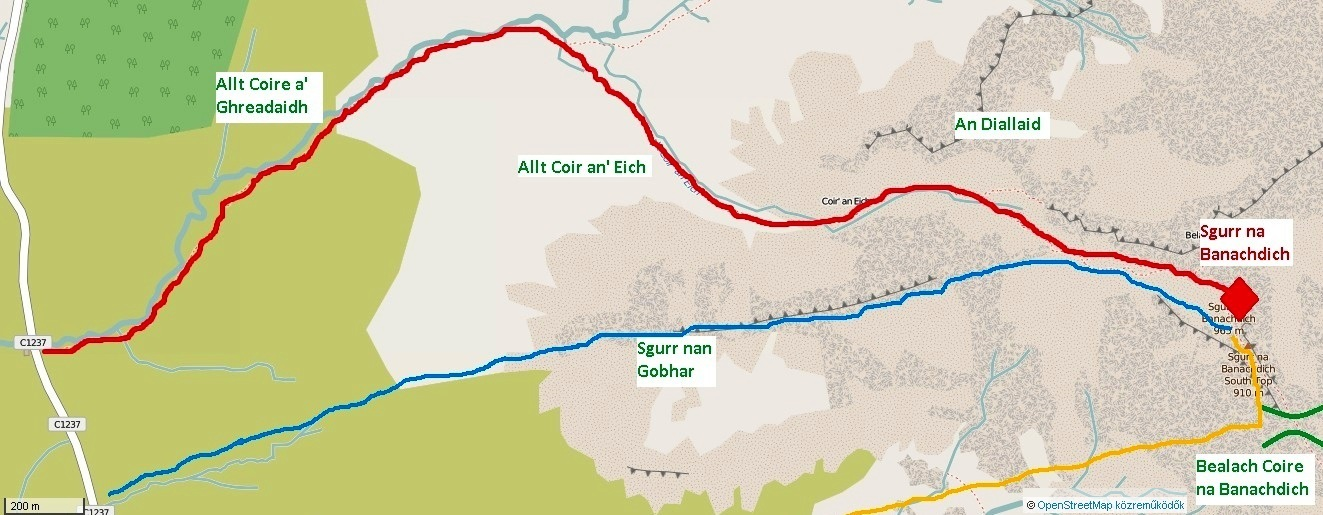
Piros: a legkönnyebb felfelé vezető út; kék és sárga: alternatív utak lefelé

Nyugatról nézve a meghódítani kívánt csúcs csak egy lekerekített kőhalomnak tűnik, de a keleti oldal sokkal meredekebben zuhan a Vörös-völgyekbe (Coireachan Ruadha). Ebben az irányban látni a Loch Coruisk-öt és a Bla Bheinnt is, északra a Sgùrr a’Ghreadaidh, délre pedig a Sgùrr Dearg található. A Sgùrr na Banachdich a legkeletebbi munro, és mivel a Külső-Hebridák szigetein már nem található 3000 láb feletti csúcs, ezért a 282 munro közül is ez helyezkedik el a legkeletebbre.
Visszafelé a legegyszerűbb és legkönnyebb útvonal a felfelé vezető út. Van egy nehezebb opció is, amely a 631 méteres Sgùrr nan Gobhar csúcsa felé halad, amely azonban 2-es fokozatú négykézláb mászást (ún. scrambling) igényel. A csúcs körül meredek sziklafalak vannak, de a délnyugati oldalon ezek megtörnek, és az omladékon le lehet ereszkedni. Ha valaki a banachdichvölgyi-átjáró felé akar leereszkedni a csúcsról, akkor a Banachdich két kisebb munro topján is át kell kelnie (először a Centre Top 942 méteren, majd a South Top 917 méteren), amelyek gerince meredek és éles, ezért szintén 2-es fokozatú, kötél nélküli mászást igényelnek.